# Весёлый (городской округ город Михайловка)
Весёлый — хутор в Михайловском районе Волгоградской области России. Входит в состав Октябрьского сельсовета. В рамках муниципального устройства входит в состав Октябрьской сельской территории городского округа «город Михайловка».

## География
Расположен в северо-западной части области, в лесостепи, в пределах Приволжской возвышенности, являющейся частью Восточно-Европейской равнины. Есть пруд.
Уличная сеть состоит из трёх географических объектов: ул. Набережная, ул. Подгорная, ул. Садовая
Абсолютная высота 138 метров над уровня моря
.

## История
В 1962 г. указом Президиума Верховного Совета РСФСР хутор Объедков переименован в Весёлый.

## Население
| 2010 |
| ---- |
| 147  |

Гендерный состав
По данным Всероссийской переписи населения 2010 года в гендерной структуре населения из 147 человек мужчин — 76, женщин — 71 (51,7 и 48,3 % соответственно).
Национальный состав
Согласно результатам переписи 2002 года, в национальной структуре населения
русские составляли 86 % из общей численности населения в 194 человека

## Инфраструктура
Развитое сельское хозяйство. Садоводство. Личное подсобное хозяйство.

## Транспорт
Подъездная дорога к региональной автодороге «Жирновск — Рудня — Вязовка — Михайловка — Кумылженская — Вешенская (Ростовская
область)» (в границах территории Волгоградской области)" (идентификационный номер 18 ОП РЗ 18К-5) (Постановление Администрации Волгоградской обл. от 24.05.2010 N 231-п (ред. от 26.02.2018) «Об утверждении Перечня автомобильных дорог общего пользования регионального или межмуниципального значения Волгоградской области»).
Просёлочные дороги.